# 揚州刺史部
揚州刺史部，為西漢元封五年（前106年），漢武帝為了加強中央集權而設置，其行政長官稱之為揚州刺史，屬漢代十三刺史部。由於古稱淮南為揚州，後來範圍擴大到長江以南。轄區相當於今安徽省淮河以南、江蘇省長江以南部分，上海市及江西省、浙江省、福建省全部，湖北省、河南省一部分地區。

## 名稱由來
「揚州」一詞出現始於春秋以後，大體指淮河、長江、東海之間的大片區域。春秋戰國時期，百家爭鳴，著書立說，把禹時的九州冠以稱謂，揚州即其一。《尚書·禹貢》載：「淮、海惟揚州。」《爾雅·釋地》：「江南曰揚州。」《周禮·職方》：「東南曰揚州。」《釋名》云：「揚州多水，水波揚也。其地北據淮，東距海。」《呂氏春秋》曰：「揚州，越也。」

## 東漢揚州刺史部
東漢時，揚州刺史部的州治在歷陽縣（今安徽省和縣）。
東漢末年，揚州實際上被分成了兩部分：初平四年（193年）袁術攻殺刺史陳溫攻佔淮南，勢力深入江南地區，又承认朝廷任命的刘繇而自去刺史之号，后来与刘繇开战，又任命惠衢为扬州刺史。曹操把持漢朝中央後，於建安二年（197年）率軍討打敗淮南的袁術，於建安四年（199年）任命嚴象為揚州刺史。建安五年（200年），孫策所属的廬江太守李述攻殺嚴象。當時曹操正專注於於官渡之戰中，無力抽身，任命劉馥為刺史，以穩定江淮地區，州治壽春（今安徽省壽縣）和合肥（今安徽合肥西北）。建安十三年（208年），劉馥逝世，曹操命溫恢繼任。
揚州長江以南地區則在江東孫氏政權（後來三國之一的吳國）的統治之下。治所先後在吳郡吳縣（今江蘇省蘇州市）、京口（今江蘇省鎮江市）及建業（今江蘇省南京市）。直到曹魏、孫吳先後建國，揚州便正式分為兩部分。

## 揚州刺史
- 张宽（汉武帝时）
- 魏相（汉昭帝元凤年间，任二年）
- 黄霸（汉宣帝本始四年，任三年、前70年—前67年）
- 某柯（汉宣帝神爵初年）
- 邓隆（汉宣帝、汉元帝时）
- 何武（汉成帝时，任五年）
- 杨莽（西汉末）
- 士孙张（西汉末）
- 欧阳歙（汉光武帝建武六年、30年）
- 樊晔（汉光武帝建武年间）
- 夏某（汉光武帝建武中叶）
- 邓隆（东汉初年）
- 观恂（汉明帝永平初年）
- 倪说（汉明帝永平十八年免、75年）
- 张禹（汉章帝建初年间至元和二年、80年—85年）
- 董勤（汉章帝元和、章和年间）
- 尹耀（汉顺帝建康元年卒、144年）
- 刘祐（汉桓帝时）
- 欧阳参（汉桓帝、汉灵帝之际）
- 陈翔（汉桓帝时）
- 臧旻（汉灵帝熹平元年至四年、172年—175年）
- 敬韶（汉灵帝光和四年前、181年）
- 刘遵（汉灵帝末）
- 巴祇（汉末）
- 桂褒
- 公孙志节
- 周乾（汉献帝初平初年）
- 陈温（汉献帝初平四年、193年）
- 袁术（193年，自领）
- 刘繇（汉献帝初平年间至兴平元年、193年—194年）
- 惠衢（194年）
- 陈祎（汉献帝兴平、建安之际）
- 严象（汉献帝建安五年卒、200年）
- 刘馥（汉献帝建安五年至十三年、200年—208年）
- 温恢（汉献帝建安二十四年、219年）
- 严遵（汉末，在任十八年）[1]

### 書籍
- 司馬遷，《史記》，維基文庫
- 班固，《漢書》，維基文庫
- 范曄，《後漢書》，維基文庫
- 司馬彪，《續漢志》，維基文庫
- 陳壽，《三國志》，維基文庫
- 吳增僅，《三國郡縣表》，上海：開明書局，1937
- 葛劍雄，《西漢人口地理》北京：人民出版社，1986年
- 周振鶴，《西漢政區地理》，北京：人民出版社，1987年
- 周振鶴，《漢書地理志匯釋》，安徽：安徽教育出版社，2006年
- 孔祥軍，《三國政區地理研究》，南京：南京大學歷史系，2007年
- 后曉榮，《秦代政區地理》，北京：社會科學文獻出版社，2009年

### 地圖
- 譚其驤，《中國歷史地圖集》，1991年，曉園出版社。ISBN：9571201987
- Google地圖